# Message Passing Interface
De Message Passing Interface (MPI) is een standaard voor een softwarebibliotheek die communicatie tussen processen vereenvoudigt en zo helpt bij het programmeren van (grootschalige) parallelle computers. Er bestaan MPI-interfaces voor de programmeertalen Fortran 77 en C, de meestgebruikte talen voor het programmeren van supercomputers.

## Communicatie tussen processen
Processen die samen een parallel programma vormen moeten om een aantal redenen met elkaar kunnen communiceren:
- Ze moeten kunnen "ontdekken" wat hun plaats in het geheel is, om te weten welk deel van het werk ze voor hun rekening moeten nemen en met welke andere processen ze informatie moeten uitwisselen.
- Resultaten van een proces moeten worden gedeeld met andere processen.
- Een proces moet soms wachten tot andere processen klaar zijn met een deeltaak, voordat ze de resultaten kunnen uitwisselen en verder rekenen.

De MPI-standaard definieert functies voor deze doelen.

## Geschiedenis en ontwikkeling
Het werk aan de standaard begon in 1991. Bij het ontwerp waren zowel academici als de computerindustrie betrokken. Het eerste volledige voorstel kwam in 1992 en staat bekend als "MPI1". De officiële versie 1.0 van MPI werd gepubliceerd in juni 1994. In september 2009 volgde versie 2.2, en in september 2012 is het ontwerp voor versie 3 bekendgemaakt. 